# Nepagyrtes piriana
Nepagyrtes piriana là một loài bọ cánh cứng trong họ Cerambycidae.